# Castă
Organizarea socială caracteristică civilizației indiene după sedentarizarea arienilor a fost casta, instituție socială închisă, formată din oameni cu origine comună, ocupații și profesii care implicau drepturi și obligații statornicite de tradițiile unei ideologii religioase moștenite și respectate riguros. Etimologic castă provine din lat. castus=pur, curat și a fost aplicat de portughezi societății indiene în sensul de oameni aparținând unui „grup exclusiv” (sec. XVII-lea). Sistemul castelor îl întâlnim și la alte popoare afro-asiatice, însă în India a devenit cel mai structurat organism politic, social și religios, inițial pentru delimitarea arienilor de autohtonii supuși, codificat ulterior de brahmani (cca.1000 î.Hr.), sistem pe care budismul l-a desconsiderat.
Societatea indiană este structurată în 4 caste ierarhizate astfel:

## Brahmanilor
Casta Brahmanilor (casta preoților care dețineau „puterea sacră”) legați de perpetuarea tradițiilor religioase (sacrificiile rituale efectuate) și intelectuale de transmitere și comentare a învățăturilor vedelor. Etimologic „brahman” înseamnă formula magică pronunțată de preot cu ocazia efectuării sacrificiului. În virtutea acestei situații brahman însemna, în același timp, preot și principiu absolut de ordin divin. Funcția brahmanului se identifică cu sacrul (un fel de zeu printre oameni), astăzi „maestru” (nu guru). Brahmanilor li se pretindea să cunoască temeinic conținutul cărților sacre, să aibă o conduită morală impecabilă, fiind întreținuți de stat în calitatea lor de sacerdoți în serviciul intereselor comunitare. Funcția sacerdotală le asigura privilegii sociale (scutiri de taxe și impozite), nu puteau fi pedepsiți prin tortură sau condamnare capitală. Singurele pedepse erau tunsul părului și excluderea din castă. Inițierea brahmanică se făcea la 16 ani prin tunsul ritual. Majoritatea aveau o viață simplă și pioasă realizând acțiuni de binefacere, de educație în școli și mănăstiri, ceea ce îi făceau să se bucure de respect. În colectivitățile budiste, brahmanii erau lipsiți de privilegii și erau nevoiți să practice profesiuni laice obișnuite.

## Kșatrya
Casta Kșatrya (casta războinicilor), nobili care dețineau funcții de conducere în instituțiile statului. În această castă se încadra și  rajahul care împreună cu nobilii din anturajul său trebuia să studieze Veda pentru a cunoaște metodele de comandă în luptele de apărare a poporului. Alături de brahmani, casta războinicilor se bucura de multe privilegii sociale.

## Vaisya
Casta Vaisya (casta oamenilor liberi), proprietari, negustori și cei ce aveau profesiuni și ocupații cu caracter lucrativ, puteau să se îmbogățească sau să ocupe unele funcții publice.

## Sudra
Casta Sudra (casta servitorilor) din care, la început, au făcut parte dravidienii autohtoni cuceriți de arieni, apoi în această castă intrau cei săraci sub aspect economic, meseriașii și mulțimea agricultorilor (iobagi pe pământurile nobililor). De regulă, nu aveau acces la temple, purtau veșminte uzate și mâncau resturile de la masa stăpânilor. Permanent constrânși să efectueze cele mai umile munci, dacă un sudra îndrăznea să recite un imn din Rig Veda i se tăia limba sau dacă îl asculta i se turna plumb topit în urechi. 

În afara celor 4 caste se aflau cei pe care nu trebuie să-i atingi – paria, cărora le reveneau ocupații disprețuite de indieni (măcelari, călăi, măturători, gropari). Ei erau obligați să locuiască în cartiere sau sate separate pentru a nu “spurca” pe cei din celelalte caste. Ultima categorie socială o formau, în India, sclavii, care aveau o situație mai bună comparativ cu alte societăți ale lumii antice. De pildă, un prizonier de război avea starea de sclav numai pentru un singur an. Sclavii indieni erau pe domeniile regale sau în casele celor bogați.